# Thân Bao Tư
Thân Bao Tư  (tiếng Trung: 申包胥) là một quan lại nước Sở, có công lớn nhất trong cuộc trung hưng Sở sau khi nước này bị người Ngô tàn phá.

## Tiểu sử
Thân Bao Tư nguyên là hảo hữu của Ngũ Viên, đã từng giúp Ngũ Viên trốn thoát trong lúc bị Sở Bình Vương và Phí Vô Cực truy sát. Ông vốn tính tình thẳng thắn, trung dũng nên bị Phí Vô Cực ghen ghét mà bị giáng chức thất sủng.
Năm 506 TCN, nhân vua hai nước Đường, Sái có hiềm khích với Nang Ngõa, Ngũ Viên và Tôn Vũ xin Hạp Lư hợp quân với hai nước đánh Sở. Quân Ngô nhanh chóng tràn vào Dĩnh đô. Sở Chiêu vương phải bỏ chạy đến đất Viên. Sau đó, nghe tin Ngũ Viên đào mộ Sở Bình Vương để trả thù, ông cố can nhưng vẫn không thể xóa đi mối hận thù với Sở Bình Vương của Ngũ Viên. Trong lúc hai người tranh cãi, ông khảng khái nói: "Anh vì đạo hiếu mà nuôi chí diệt Sở, nhưng tôi cũng vì đạo trung mà nuôi chí hưng Sở vậy".
Thân Bao Tư sang nước Tần cầu cứu. Tần Ai công sai quân giúp nước Sở. Cộng thêm lúc đó, em của Hạp Lư là Phu Khái trốn về tự lập làm vua. Hạp Lư buộc phải lui quân, nước Sở được khôi phục.